# 陸軍中野學校 (電影)
陸軍中野學校（日语：*）是1966年6月4日公映的日本電影，系列集數為五部，此為第一部，由大映電影公司拍攝製作，知名演員市川雷藏主演。

## 劇情簡介
昭和十三年，日本戰爭意識高漲，日本軍部發展了最重要的諜報機關—「陸軍中野學校」專門培養諜報特務，潛伏各大戰區進行密報工作，三好次郎在上海準備一切工作，為了在中日戰爭爆發時能夠蒐集中國軍隊的重要情報，回傳日本，好讓日本的一舉攻下上海，展開了絕死的諜報作戰……

## 演員表
- 三好次郎：市川雷藏
- 布引雪子：小川真由美
- 草薙中校：加東大介
- 前田大尉：待田京介
- 岩倉大佐：早川雄三
- 三好菊乃：村瀬幸子
- 手塚：三夏伸
- 杉本：仲村隆
- はつ恵：仁木多鶴子

## 製作人員
- 原作：畠山清行（『週間サンケイ』掲載・サンケイ新聞出版局刊『陸軍中野学校』より，弘文堂刊『謀略太平洋戦争』より）
- 導演：増村保造
- 編劇：星川清司
- 攝影：小林節雄
- 音樂：山内正
- 副導演：崎山周
- 製片主任：渡邊俊策

## 外部連結
- 陸軍中野學校全系列 （页面存档备份，存于）（日語）
- 陸軍中野學校 （页面存档备份，存于）（日語）